# 李瑞和
李瑞和（？—1674年），字寶弓，福建漳州府漳浦縣人，明朝政治人物。

## 生平
李瑞和是崇禎六年（1633年）癸酉科福建鄉試舉人，崇禎七年（1634年）联捷甲戌科進士，户部觀政，本年八月獲授直隸松江府推官；他才能出眾，發現漕運誤期就建議以推官監督，請求督撫能用軍法處理。兵卒都遵從他的指令；代理縣事時他也不干擾催科，多次平反冤獄。崇祯九年任應天鄉試同考官。擔任推官七年後，崇祯十五年李瑞和獲徵任為陕西道御史，負責浙江巡鹽，上疏兩淮巡鹽御史馮延登匿藏七萬八千金鹽稅，請求嚴厲追查。後來他因為父母喪事歸鄉，在家居四十四年，清朝召用也不出仕。耿精忠起兵，起用他為都察院官員，走到龍江時被抓獲而去世。

## 引用
1. ↑  《漳浦县志》：李瑞和字宝弓，漳浦人。崇正甲戌进士，豪迈不修边幅，为治荡涤烦苛，简易近民。初任松江司理，时知府方岳贡政尚严肃，瑞和济之以宽，在郡七年（见松江府志名宦传）。寻拜监察御史，巡视中城，奉讞陈新甲狱称旨，视鹾两浙，革除夙弊，丁外艰归。家居四十四载，每岁歉，辄平糴济荒，且周其贫乏，浦人德之。所著有《墙東集》、《学夫诗》，黄道周为之序。
2. 1 2  錢海岳《南明史·卷四十三·列傳第十九》：王志道，字而宏，漳浦人。……同邑李瑞和，字寶弓。崇禎七年進士。授嵩江推官。才具明敏，漕運愆期，議以推官督兌，請督撫得軍法從事。弁卒奉約束，攝邑催科不擾，獄訟多平反。
3. ↑  《崇祯七年甲戌科进士履历便览》：李瑞和，曾祖芊，处士；祖桥，庠生；父长庚，戊午举人。宝弓，书三房，丙辰年八月二十百生，漳州府漳浦县人，癸酉十一名，会十九名，三甲七十四名，户部观政，八月授松江府推官。丙子應天同考，壬午行取，考选陕西道御史，两浙巡盐。
4. ↑  錢海岳《南明史·卷四十三·列傳第十九》：在任七年，徵貴州道御史，巡鹽浙江。疏奏兩淮巡鹽御史馮延登匿課七萬八千金，請予嚴追。丁艱歸，家居四十四年。清召起官，竟不出。耿精忠起兵，起都察院，行至龍江，被執卒。